# Onze-Lieve-Vrouw-ter-Noodkapel (Duisburg)

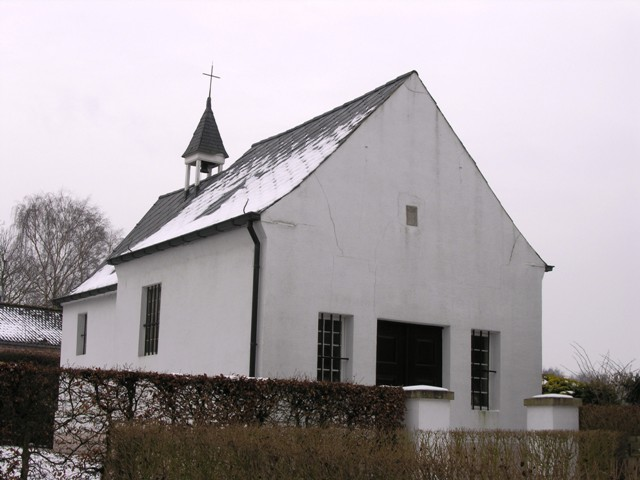
Onze-Lieve-Vrouw-ter-Noodkapel

De Onze-Lieve-Vrouw-ter-Noodkapel of Sint-Rochuskapel is een kapel in de tot de Vlaams-Brabantse gemeente Tervuren behorende plaats Duisburg, gelegen aan de IJzerstraat.

## Geschiedenis
In het nabijgelegen gehucht Eizer heerste een pestepidemie en daarom werd in 1635-1636 een houten kapel opgericht die gewijd was aan Onze-Lieve-Vrouw-ter-Nood. Ook Sint-Rochus, die aangeroepen wordt bij besmettelijke ziekten, werd daar vereerd.
In 1726 kwam er een nieuwe kapel waarbij het al spoedig werd toegestaan om daarin de Mis op te dragen. In 1779 werd de kapel vergroot. In 1809 werd de kapel, die op de gemeentegrens van Duisburg en Overijse lag, aan de parochie van Duisburg overgedragen die de bediening van de kapel op zich nam totdat, in 1873, Eizer een zelfstandige parochie werd waar ook een eigen kerk verrees.

## Gebouw
Het betreft een uit twee delen bestaande kapel, namelijk de oude kapel van 1726 en de uitbreiding van 1779. Boven het oude deel van de kapel bevindt zich een dakruiter.
Het 18e-eeuwse houten altaar is in rococostijl.